# Desastres em 1937
Nesta página encontrará referências aos desastres ocorridos durante o ano de 1937.

## Eventos

### Maio
6 de maio - Desastre do LZ 129 Hindenburg.

### Julho
2 de julho - Amelia Earhart desaparece no oceano pacifico ocidental próxima a ilha de Howland. 
22 de julho - Terremoto em Salcha, Alasca, EUA. A magnitude foi 7.3 na escala de Richter.

### Novembro
16 de novembro -  O grão-duque Jorge Donatus de Hesse-Darmstadt morre num acidente de avião em Oostende, na Bélgica, juntamente com a sua esposa, a princesa Cecília da Grécia e Dinamarca (irmã do príncipe Filipe, duque de Edimburgo), dois dos seus três filhos e a mãe.